# Chrome Engine
Chrome Engine — серія ігрових рушіїв, що розробляються і підтримуваних польської компанією Techland.

## Історія розробки
Перша версія рушія була розроблена в 2003 році для використання в фантастичному 3D-шутері з видом від першої особи «Chrome» власної розробки Techland. Пізніше, рушій успішно застосовувався компанією і в іграх інших жанрів, не обмежуючись шутерами.
Компанія 1C ліцензувала рушій для співпрацюючих з нею розробників, у результаті чого він був використаний в серії автосимуляторів «Повний привід», а також в іграх «Експедиція Трофі: Мурманськ-Владивосток», «Автопробіг "Чорне море"» і «GM Rally». Інша компанія — City Interactive — займається розробкою і виданням ігор — використовує «Chrome» в більшості власних розробок. Наприклад, у шутерах «Terrorist Takedown: War In Colombia», «Terrorist Takedown: Covert Operations», «Code of Honor», «The Hell in Vietnam», «Mortyr 3» та «Sniper: Ghost Warrior».
«Chrome Engine» постійно вдосконалюється і допрацьовується компанією-розробником. У цей час існує чотири версії ігрового рушія. Остання була задіяна на «Call of Juarez: Bound in Blood» 2009 року.

## Технічні характеристики

Скріншот з гри Call of Juarez, що демонструє роботу ігрового рушія з великими локаціями, а також опрацьовану рослинність, що відкидають динамічні тіні в реальному часі.

Попередній скріншот з гри Dead Island, яка перебуває в розробці. На скріншоті видно реалізацію системи рослинності, HDR-ефекти системи освітлення, а також систему динамічного пошкодження черепа (череп зомбі має ушкодження в області рота і носа).

Характеристики дані згідно з розділом на сайті розробників..

### Рендерер (графічний рушій)
Графічний рушій (рендерер) є основною частиною Chrome Engine, відповідальної за відображення всієї ігрової графіки. Нижче наведено характерні особливості рушія:
Мультиплатформенна підтримка
Спочатку рушій Chrome Engine був ПК-ексклюзивним, однак останні версії вже були розроблені з урахуванням підтримки ігрових консолей поточного покоління — Xbox 360 та PlayStation 3.
Робота з локаціями та об'єктами
- Статичне і динамічне визначення видимих поверхонь, використовуючи настроюються вручну occluders і портали.

- Просунута система управління ресурсами, що дозволяє раціонально використовувати обробку даних графічним процесором.

- Складна система матеріалів, що дозволяє легко використовувати різні скрипти для матеріалів в утиліті MaterialEditor, доступною для розробників ігор на рушії Chrome.

- Підтримка попіксельно освітлення із застосуванням нормал-маппінга, бамп-маппінга, паралакс-маппінга, environmental-маппінга або настроюваного затінення по Фонгу.

- Система рівнів доступу, що дозволяє модифікувати всі візуальні аспекти оброблюваних об'єктів, система рівнів доступу для деколей.

- Підтримка рівнів деталізації для ландшафтів і об'єктів.

- Добре оптимізований рендеринг геометрії на відкритих просторах, розширюваний скороченням полігонів у моделях або геоміпмаппінгом (англ. geomipmapping) і полігональним скороченням.

- Процедурна рослинність і меші, що дозволяють створювати ландшафти, траву і кущі або скелі з гірськими кручами.

- Гнучка система доріг, що дозволяє створювати шляхи переміщення об'єктів, дороги, потоки та річки різної складності. Використовуючи цю особливість, можна створювати великі локації, такі як місто, з імітацією руху пішоходів і автомобілів, подібно до серії ігор «Grand Theft Auto».

Ефекти і освітлення
- Менеджер пост-ефектів: 64 бітний HDR-рендерінг, глибина різкості, тон-маппінг, крайовий антиалиасинг, гамма-корекція, motion blur, bloom, glow, ambient occlusion. Підтримка деяких ефектів була додана в третій версії рушія (Chrome Engine 3).

- Просунуті техніки динамічного м'якого освітлення, включають метод shadow mapping, динамічні тіні від усіх об'єктів сцени, фільтрацію виведення тіней.

- Просунута система частинок, що налаштовується в утиліті «Visual FxEditor». За допомогою цієї функції можна створювати різні ефекти оточення: міська пилока, викликана вітром, туман, сонячні заломлення, дощ, водні поверхні або вогонь, розширюваний на об'єкти, піддані горінню (вказується у властивостях).

Анімація
- Кістякова анімація персонажів, підтримуюча комплексні скелети, ефекти морфінгу, програвання багатоструктурної анімації з різними фізичними параметрами об'єкта. Комплексна міміка обличчя. Можливість робити рухомі голови й очі персонажів, що спостерігають за переміщенням об'єктів на сцені, наприклад, за діями гравця.

### Фізичний рушій
Інтегрований в Chrome фізичний рушій заснований на відкритих вихідних кодах «Open Dynamics Engine» — вільно поширюваного програмного забезпечення, що постачається у вигляді бібліотеки.
Підтримується фізика твердих тіл, базова фізика з зумовленими шляхами взаємодії. Підтримуються дії гравця з різними предметами, «лежачими» на рівні, частково руйноване оточення, фізика ганчіркових ляльок для імітації смерті, фізика транспортних засобів, фізика тканин для анімації одягу, звукові ефекти взаємодії з предметами, рівень деталізації фізики (дозволяє настроювати ступінь взаємодії з предметами, від мінімального до найскладнішого, для економії ресурсів).

### Звуковий рущій
Звуковий рушій підтримує всі ключові аудіоформати декількох ігрових платформ — Ogg Vorbis (тільки для ПК), нестислі wave-файли, adpcm, WMA, XMA (на Xbox 360) і atrac (на PlayStation 3).
Підтримується тривимірне позиціювання звукових ефектів, включаючи звук 5.1, динамічна музика, потокове відтворення з попередньою буферизацією.

### Мережевий код
Підтримується багатокористувацька гра по Інтернету або локальної мережі за принципом «клієнт-сервер». Використання низькорівневого протоколу UDP дозволяє комбінувати надійні та ненадійні схеми передачі для оптимізації геймплея, однаково працюючи як на системах з низькою пропускною здатністю, так і на високошвидкісних мережах. Майстер-сервер збирає інформацію про активність гравців під час багато користувачів ігри для підрахунку і виведення в таблиці.
Також існує можливість перевірки автентичності гри за допомогою звірення унікального серійного номера гри.

## Ігри, що використовують Chrome Engine

Скріншот з гри Call of Juarez. Показує роботу ігрового рушія з водними поверхнями — хвилі, світлопереломлювання і відображення, а також ефект глибини різкості.

### Chrome Engine 1
- 2003 — Chrome
- 2003 — FIM Speedway Grand Prix
- 2005 — Chrome SpecForce
- 2006 — Crazy Soccer Mundial

### Chrome Engine 2
- 2004 — Xpand Rally
- 2006 — Xpand Rally Xtreme
- 2006 — GTI Racing
- 2006 — FIM Speedway Grand Prix 2
- 2006 — Експедиція-Трофі: Мурманськ — Владивосток
- 2006 — Terrorist Takedown: War In Colombia
- 2006 — Terrorist Takedown: Covert Operations
- 2007 — Code of Honor: The French Foreign Legion
- 2007 — Автопробег: Черное море
- 2007 — Повний привід: УАЗ 4x4
- 2007 — Повний привід: УАЗ 4х4. Уральський заклик
- 2008 — Повний привід 2: HUMMER
- 2008 — Повний привід 2: УАЗ 4х4
- 2008 — Повний привід 2: Даурський марафон
- 2008 — Повний привід 2: Сибірський заклик
- 2008 — Партизаны: Второй мировой
- 2008 — Снайпер: Цціна перемоги
- 2009 — GM Rally
- 2010 — KRAZ
- 2010 — Повний привід. Трофі Мурманськ — Владивосток 2

### Chrome Engine 3
- 2006 — Call of Juarez
- 2008 — Fim Speedway Grand Prix 3
- 2009 — Speedway Liga
- 2011 — Fim Speedway Grand Prix 4

### Chrome Engine 4
- 2009 — Call of Juarez: Bound in Blood
- 2010 — Sniper: Ghost Warrior
- 2010 — nail'd
- 2012 — Mad Riders

### Chrome Engine 5
- 2011 — Call of Juarez: The Cartel
- 2011 — Dead Island

### Невідома версія
- 2007 — The Hell in Vietnam
- 2007 — Mortyr 3
- У розробці — Chrome 2
- Проект заморожений — Warhound